# Gentiana paradoxa
Gentiana paradoxa är en gentianaväxtart som beskrevs av Alboff. Gentiana paradoxa ingår i släktet gentianor, och familjen gentianaväxter. Inga underarter finns listade i Catalogue of Life.